# Sovist
Pour les articles homonymes, voir Conscience (homonymie).
Pour plus de détails, voir Fiche technique et Distribution.
Sovist (Совість ; Conscience) est un film soviétique réalisé par Volodymyr Denyssenko, tourné en 1968, censuré puis ressorti en 1991. Il figure dans la liste des 100 meilleurs films de l'histoire du cinéma ukrainien.

## Synopsis
Pendant la Seconde Guerre mondiale, un soldat allemand est abattu par un partisan, tout le village occupé est pris en otage et doit livrer le tireur.

## Fiche technique
- Titre : Sovist
- Titre original : Совість (Sovist; Conscience)
- Réalisation : Volodymyr Denyssenko
- Scénario : Volodymyr Denyssenko
Vassyl Zemliak
- Photographie : Oleksandr Deryajny
- Société de production : Studio Dovjenko
- Pays :  Union soviétique
- Genre : guerre
- Durée : 75 minutes
- Dates de sortie : 
  -  Union soviétique : 1968
  -  Ukraine : 1991

### Distribution
- Anatoly Sokolovsky : Vassyl
- Valentina Hryshokina : policière
- Mykola Hudz : Richter
- Halyna Dolgozvyaga
- Viktor Malyarevich
- Nikolay Oleynik
- Nikifor Kolofidine : Yakimov